# Kanton Najac
Kanton Najac (francouzsky Canton de Najac) je francouzský kanton v departementu Aveyron v regionu Midi-Pyrénées. Tvoří ho sedm obcí.

## Obce kantonu
- Bor-et-Bar
- La Fouillade
- Lunac
- Monteils
- Najac
- Saint-André-de-Najac
- Sanvensa